# ماثيو والكر
ماثيو والكر (بالإنجليزية: Matthew Walker)‏ (و. 1968 – م) هو ممثل، ومخرج سينمائي، وممثل تلفزيوني، من الولايات المتحدة الأمريكية، ولد في سانتا مونيكا، كاليفورنيا.

## وصلات خارجية
- ماثيو والكر على موقع IMDb (الإنجليزية)
- ماثيو والكر على موقع ألو سيني (الفرنسية)
- ماثيو والكر على موقع أول موفي (الإنجليزية)
- ماثيو والكر على موقع قاعدة بيانات الأفلام السويدية (السويدية)
- ماثيو والكر على موقع قاعدة بيانات الفيلم (الإنجليزية)
- ماثيو والكر على موقع كينوبويسك (الروسية)
- ماثيو والكر على موقع كينوبويسك (الروسية)